# Fritillaria obliqua
Fritillaria obliqua är en liljeväxtart som beskrevs av Ker Gawl. Fritillaria obliqua ingår i Klockliljesläktet och i familjen liljeväxter. IUCN kategoriserar arten globalt som starkt hotad.

## Underarter
Arten delas in i följande underarter:
- F. o. obliqua
- F. o. tuntasia